# Cyphomyia dominicana
Cyphomyia dominicana är en tvåvingeart som beskrevs av James 1967. Cyphomyia dominicana ingår i släktet Cyphomyia och familjen vapenflugor.
Artens utbredningsområde är Dominica. Inga underarter finns listade i Catalogue of Life.